# Back-office
Pour les articles homonymes, voir Back office (homonymie).
Le back-office (service d’appui ou post-marché selon la terminologie officielle française) est l'ensemble des activités de soutien, de contrôle et d'administration des opérations au sein d'une entreprise ou institution agissant dans le secteur de la finance, tout particulièrement la finance de marché.
Il collabore avec le front-office, responsable des activités qui génèrent du revenu ainsi qu'avec le middle-office qui assure le support de ce dernier.
Contrairement aux activités de haut niveau telles que les décisions d'investissement ou la gestion de portefeuille, les activités du back-office sont assez standardisées. Elles impliquent des bas salaires et sont en conséquence relativement automatisables.
De plus, elles nécessitent peu de contacts extérieurs et sont donc faciles à décentraliser ou à délocaliser.
Ainsi, dans les villes où le coût de location des espaces est élevé, on a tendance à les reléguer en périphérie pour des raisons d'économie.
Dans les pays anglo-saxons, le service back-office est plus souvent appelé settlements.

## Rôle du back-office

### Dans le domaine de la finance de marché
Le back-office a la responsabilité des tâches suivantes :
- vérification (cohérence, conformité) des opérations enregistrées par le front-office ;
- contrôle de provision (espèces ou titres) ;
- envoi de confirmations ;
- ordres de paiement, instructions de règlement/livraison ;
- vérification des encaissements ;
- gestion de la vie des contrats, suivi des échéances ;
- facturation des commissions ;
- comptabilisation ;
- reporting et audit, notamment à vocation réglementaire.

Le rôle du back-office est conforté depuis 1997, en France, par le Comité de Réglementation Bancaire, puisqu'il stipule « une stricte indépendance entre les unités chargées de l’engagement des opérations et les unités chargées de leur validation ». Le back-office doit être rattaché à une autre direction que celle chargée des opérations de marché.

### Dans le domaine de la banque de détail
Dans la banque de détail, le back-office supervise le traitement des transactions et des opérations effectuées pour en assurer la bonne exécution, il les enregistre et en contrôle la conformité en assurant également les obligations déclaratives. Il effectue également des audits et assure plus généralement le contrôle de la maîtrise opérationnelle.

### Plus généralement
Par extension, la dénomination back-office peut aujourd'hui recouvrir plusieurs types d'activités de gestion et de support qui ne génèrent pas directement de revenu, par exemple les services de paye, la facturation, le support client, les services informatiques, etc.

## Formations
- Une licence[8] professionnelle "Back et middle office", accessible au niveau bac+2, a été créée en 2007 à l'Université de Paris Ouest Nanterre-La défense (Paris X).
- Un Master Finance Parcours Back-office, risques et conformité à l'Université de Tours[9].